# Gare de Rutherford
La gare de Rutherford est une gare de trains de banlieue à Vaughan en Ontario. Elle est située sur Westburne Drive, à l'angle de Rutherford Road. La gare est desservie par les trains de banlieue de la ligne Barrie de GO Transit. La gare a été mise en service en janvier 2001 pour répondre à l'augmentation de l'achalandage à la gare de Maple plus au nord. Elle a fait l'objet d'un projet de réaménagement qui est achevé en juillet 2022.

## Situation ferroviaire
La gare est située à la borne 16,7 milles (26,9 km) de la subdivision Newmarket de Metrolinx, entre les gares de Downsview Park et de Maple.
Au nord de Sheppard Avenue, la vue est essentiellement industrielle, incluant une raffinerie de pétrole juste au nord de Finch Avenue. Après avoir traversé une voie réservée aux autobus pour les services de la TTC jusqu'à la station York University, la ligne passe l'ancienne gare du même nom. Le campus Keele de l'Université York se trouvait à quelques centaines de mètres à l'ouest, mais l'université offrait un service de navette pour rejoindre les trains GO à l'arrivée et au départ. Ce service, qui n'a jamais attirée un grand nombre d'usagers, n'a été offert qu'aux heures de pointe, même après le lancement du service de midi et de fin de semaine sur la ligne Barrie. Ce service aux heures de pointe vers la gare York University a pris fin brusquement le 18 mars 2020, avec les mesures sanitaires résultant de la pandémie de COVID-19. La fermeture a été officialisée le 19 juillet 2021, l'entrée ayant été rapidement clôturée et l'équipement retiré. GO devait démolir l'espace du quai pour installer une deuxième voie le long de la ligne principale dans le cadre de son projet d'expansion du service.
À partir de l'ancien emplacement de la gare de York University, il y a un court trajet jusqu'au passage à niveau Snider, où la subdivision Newmarket croisait la subdivision York du Canadien National. En regardant vers l'ouest, on peut voir les voies est du triage MacMillan, qui bifurquent vers le nord, sous Keele Street. Jusqu'en 2002, la ligne Barrie au nord du croisement Snider n'était pas protégée par des signaux, ce qui signifie que le deuxième train en direction sud partant de Bradford le matin ne pouvait pas se déplacer avant que le premier train n'ait pas signalé par radio au contrôle du CN qu'il avait atteint la gare de Maple (au nord du croisement). Le deuxième train de l'après-midi ne pouvait pas non plus se déplacer au nord de la jonction avant que le premier ne soit arrivé à Bradford. L'élimination de ce goulot d'étranglement est devenue une priorité à mesure que GO Transit ajoutait des trains et étendait son service vers le nord jusqu'à Barrie.
Au nord du croisement Snider, il ne reste plus qu'un court trajet jusqu'à cette gare, construite en 2001 pour soulager le stationnement surchargé de la gare de Maple. Il s'agit également d'un court trajet vers le nord jusqu'à la gare de Maple.

## Histoire

### Début de l'histoire
Les rails se sont prolongés pour la première fois au nord de Toronto vers Barrie en 1852, lorsque la construction de l'Ontario, Simcoe & Northern Railway a commencé. Les trains de voyageurs entre Toronto et Aurora (alors connu sous le nom de Machall's Corners) ont commencé à circuler le 16 mai 1853. Le 11 octobre 1853, le service a été prolongé vers le nord jusqu'à Barrie. La ligne s'est poursuivie vers le nord jusqu'à Collingwood.
Le Grand Tronc a repris l'exploitation de la ligne en 1888 et a été lui-même absorbé par le Canadien National en 1923. Le service voyageurs sur la ligne était probablement de longue distance et non de banlieue, Barrie étant un arrêt sur le chemin entre Toronto et des points du nord, comme Collingwood, North Bay et Sudbury. Ce n'est que le 1er avril 1972 que le Canadien National a mis en place un service de navette dédié entre Barrie et Toronto, à la demande de la Commission canadienne des transports. Lorsque le gouvernement fédéral a transféré l'exploitation des services ferroviaires du pays à Via Rail Canada, les trains de Via ont repris le service de banlieue en 1978.
Lorsqu'une récession a frappé le Canada en 1981, le gouvernement libéral de Pierre Trudeau a envisagé de réduire la subvention de Via Rail. Les coupes de Pépin ont éliminé 20 % du réseau de Via, y compris l'abandon complet des liaisons de Via Rail vers Barrie, Stouffville et Peterborough. À la suite de la pression du public et parce que ces services de banlieue correspondaient au mandat de GO Transit, le gouvernement provincial est intervenu. Bien que le ministère des Transports de l'Ontario ait choisi de ne pas demander à GO Transit de prendre en charge le train entre Toronto et Peterborough, il a demandé à GO Transit d'intégrer les services de Barrie et de Stouffville au réseau de GO Transit. Le 7 septembre 1982, les trains GO ont roulé pour la première fois, reliant la gare Union à Bradford. Des autobus de correspondance ont transporté les passagers jusqu'à Barrie.

### Lente expansion vers le nord
Au début, GO Transit assurait un aller-retour en semaine (arrivée le matin, départ l'après-midi). Le 17 septembre 1990, le gouvernement libéral de David Petersen a annoncé le prolongement du service ferroviaire au nord jusqu'à Barrie, avec un prolongement possible jusqu'à Orillia. Malheureusement, le nouveau service n'était pas assez populaire pour survivre à la récession qui s'annonçait et, le 5 juillet 1993, les coupes budgétaires du gouvernement néo-démocrate ont contraint GO à raccourcir le trajet jusqu'à Bradford.
Pendant des années, la ligne Bradford a enregistré le plus faible achalandage du réseau de trains GO, mais le développement et la croissance de la région du Grand Toronto ont rattrapé le service, augmentant la demande de trains de banlieue au nord de la ville de Toronto. Un deuxième train vers Bradford a été ajouté le 8 septembre 1998, ce qui a entraîné une augmentation de 45 % du nombre d'usagers en quelques mois. Par conséquent, la gare de Rutherford a ouvert ses portes le 7 janvier 2001 pour répondre à la demande croissante.
Le rêve de prolonger le service ferroviaire jusqu'à Barrie s'est poursuivi, la probabilité augmentant avec la croissance explosive de la ville à la fin des années 1990. Toutefois, la décision du CN d'abandonner la subdivision Newmarket au nord de Barrie, arrachant les voies entre Barrie et Washago, est venue compliquer le projet. Le CN a reçu la permission d'abandonner la subdivison Newmarket de Barrie à Longford le 21 septembre 1996. Le lendemain, Via Rail a exploité son dernier Canadien à destination de Barrie et d'Orillia. Via Rail et Ontario Northland ont été forcés de déménager sur la subdivision Bala, le long de la rive est du lac Simcoe. Les rails de Barrie vers le nord ont rapidement été retirés et Barrie et Orillia ont perdu le peu de service de trains de voyageurs qu'elles avaient vers Toronto.

### Prolongement vers Barrie
La ville d'Orillia a tenté sans succès de sauver les voies qui traversaient ses limites municipales, mais les villes de Barrie et de Collingwood ont réussi à acheter leurs voies et à établir une ligne courte pour les desservir. Le gouvernement de l'Ontario est également intervenu pour acheter la subdivision Newmarket au nord de la subdivision York afin de protéger ses service de train vers Bradford. Les voies près du lac Simcoe, autour de la gare d'Allandale, ont toutefois été arrachées.
GO Transit, puis Metrolinx, ont continué à améliorer leur service à Bradford, tout en avançant lentement vers le rétablissement du service à Barrie. Les travaux d'installation d'un pont ferroviaire sur la subdivision Newmarket, au-dessus de l'intersection de la subdivision York du CN, au niveau de l'ancien croisement Snider, ont commencé. Ce pont a été ouvert aux trains de GO Transit en décembre 2006. Ensuite, grâce au financement des gouvernements provincial et fédéral, le service ferroviaire a été prolongé au nord de Bradford jusqu'à la nouvelle gare de Barrie South, à l'extrémité sud de la ville. Les trains ont commencé à desservir cet arrêt le 17 décembre 2007, rétablissant un service qui n'avait pas été exploité depuis quatorze ans, même si les passagers devaient encore prendre des autobus pour continuer le trajet jusqu'au centre-ville de Barrie.
À la fin de l'année 2009, Metrolinx a annoncé des plans pour combler l'écart, en améliorant les voies, les passages à niveau et les signaux, et en reposant vingt kilomètres de voies qui avaient été emportées. Le 15 décembre 2009, Metrolinx a annoncé un accord pour l'achat du reste de la subdivision Newmarket au sud de la subdivision York pour 68 millions de dollars, donnant à l'organisme de transport régional le contrôle total de la ligne d'Union à Barrie. L'organisme a commencé à construire une installation de garage et à restaurer la gare historique d'Allandale au centre-ville de Barrie, sur les rives du lac Simcoe (bien qu'elle ne fasse pas partie de la gare opérationnelle). Après des retards, un premier train cérémonial est entré dans la gare rebaptisée d'Allandale Waterfront le 29 janvier 2012, et le service régulier a commencé le jour suivant.
À l'été 2012, cinq trains circulaient en semaine entre Barrie et Toronto (cinq à l'arrivée le matin, cinq au départ l'après-midi). De plus, à la fin du mois de mai, GO Transit a annoncé qu'un service de train pour les week-ends et les jours fériés serait mis en place pour l'été, avec deux trains circulant à destination et en provenance de Barrie, et quatre trains circulant à destination et en provenance d'East Gwillimbury (avec des correspondances en bus emmenant les passagers jusqu'à Barrie). Bien que l'achalandage de ce service de fin de semaine ait été initialement faible (avec moins de 150 passagers par jour), le service a été repris pour l'été 2013, et l'achalandage a augmenté à plus de 200 passagers par jour.
Le service de fin de semaine est devenu permanent le 31 décembre 2016, faisant de Barrie la deuxième ligne de GO Train à offrir un service sept jours sur sept tout au long de la journée de service. Elle est rejointe par la ligne Stouffville, bien que son service de week-end à Old Elm, par rapport à Mount Joy, n'ait lieu que tôt le matin ou tard le soir et résulte en grande partie de l'approvisionnement des trains par le garage de Lincolnville.

### Réaménagement
En mai 2017, Metrolinx a lancé une demande de qualification pour le réaménagement de la gare. En novembre 2017, Infrastructure Ontario a émis une demande de proposition auprès d'EllisDon Infrastructure Transit, Link Rutherford Station et Steelhead, les trois candidats présélectionnés à l'issue du processus de demande de qualification, pour la conception, la construction et l'entretien du site. En décembre 2018, le contrat pour le projet a été attribué à EllisDon Infrastructure Transit et Metrolinx a annoncé que la construction du projet commencerait au printemps 2019 et se terminerait en 2023. Le projet comprenait un nouveau bâtiment de la gare avec des toilettes et des écrans numériques, une deuxième voie ferrée, de nouveaux quais avec un auvent complet, un nouveau stationnement étagé à plusieurs niveaux intégré à la gare, offrant environ 1 200 places supplémentaires, 100 nouvelles places de stationnement pour vélos dans le stationnement étagé, un nouveau pont ferroviaire au-dessus de Rutherford Road pour assurer une séparation des niveaux, un piste cyclable et une passerelle pour piétons, une boucle de bus améliorée pour les bus de GO Transit et de York Region Transit, et un débarcadère amélioré. Le nouveau bâtiment de la gare accessible a été inauguré en décembre 2021, et l'ancien bâtiment de la gare a été démoli en février 2022. Les travaux de réaménagement de la gare ont été achevés en juillet 2022.

## Service aux voyageurs

### Accueil
La billetterie de GO Transit est ouverte en semaine de 5 h 10 à 20 h 15, fermée les fins de semaine et jours fériés. L'ambassadeur de la gare GO peut aider les clients à configurer un type de tarif ou à définir un trajet par défaut sur la carte Presto. Les clients disposent également d'options en libre-service, notamment l'achat d'un billet papier dans un distributeur automatique de billets, le chargement d'une carte Presto dans un distributeur automatique de billets compatible avec Presto, l'achat d'un billet électronique avec leur téléphone intelligent et le paiement au valideur avec une carte de crédit sans contact ou une carte Presto.
La gare est équipée d'une salle d'attente, des toilettes, des abris de quai chauffés, de Wi-Fi, d'un téléphone payant, d'un débarcadère, et d'un stationnement étagé. Le stationnement incitatif se dispose des places réservées et d'une zone de covoiturage.

### Dessert
À partir du 8 avril 2023, sept trains en provenance d'Allandale Waterfront et à destination de la gare de Toronto Union s'arrêtent à cette gare pendant la période de pointe du matin, ainsi qu'un train en provenance de Bradford. Aux heures de pointe de l'après-midi, sept trains à destination d'Allandale Waterfront et un train à destination de Bradford s'arrêtent à cette gare. Le week-end, six trains à destination d'Union et six à destination d'Allandale Waterfront s'arrêtent à cette gare.
En dehors des heures de pointe, un service de bus est proposé entre la gare Union et la gare d'Aurora ou la gare d'East Gwillimbury. Les bus de correspondance continuent jusqu'à la gare d'Allandale Waterfront. Comme GO Transit déplace son service de bus de la gare routière du centre-ville vers Allandale Waterfront, les passagers se dirigeant vers le centre-ville de Barrie doivent faire une correspondance avec les bus locaux de Barrie Transit.

### Intermodalité
La gare de Rutherford est desservie par les lignes d'autobus de GO Transit et de York Region Transit suivantes :

#### GO Transit
- 63 King City - Toronto (Une fois par jour, en semaine tôt le matin)
  - Direction sud vers la gare Union de Toronto
- 65 Newmarket - Toronto (7 jours sur 7, tôt le matin ou tard le soir)
  - Direction sud vers la gare Union de Toronto
  - Direction nord vers la gare d'East Gwilimbury

#### York Region Transit
- 85 Rutherford (tous les jours)
  - Direction est vers Leslie Street
  - Direction ouest vers Napa Valley Avenue via le centre commercial Vaughan Mills
- 87 Autumn Hill (service de pointe)
  - Direction est vers le terminus Richmond Hill Centre
  - Direction ouest vers le centre commercial Vaughan Mills
- 107B Keele (lundi au vendredi)
  - Direction sud vers la station Pioneer Village

La correspondance est gratuite entre GO Transit et York Region Transit. Les passagers doivent présenter une carte Presto, un billet unitaire de GO Transit ou un laissez-passer journalier valide. La carte Presto calcule automatiquement le rabais et l'applique au compte Presto. La correspondance est valide pendant deux heures à partir d'un autobus de YRT, et pendant trois heures à partir d'un train ou d'un autobus de GO Transit.
Ainsi, le service Mobility On-Request Maple-Rutherford GO permet de voyager directement entre les gares de Maple et de Rutherford et une adresse fixe dans la zone de service. Les clients peuvent utiliser l'application Mobility On-Request pour réserver une prise en charge par un véhicule de York Region Transit depuis le trottoir de son domicile et se faire déposer à la gare de son choix. Le même service sera proposé le soir pour le retour à la maison depuis la gare. Le même tarif de YRT s'applique au service Mobility On-Request.